# Митино (Кемеровская область)
Митино — деревня в Новокузнецком районе Кемеровской области России.
Входит в состав Ильинского сельского поселения.

## История
В 1924 году Митино вошло в образованный Ильинский сельсовет. На окраине деревне Митино находится законсервированное кладбище. Ближе к бывшему КМК находолось поселение "Колхозный городок" со своим кладбищем на склоне. В 70-е годы, население переселилось в новый район Новоильинка

## География
Расположена вблизи р. Томь.

## Население
| 2010 |
| ---- |
| 191  |

## Инфраструктура
Развито сельское хозяйство.

## Транспорт
Расположена деревня у Ильинского шоссе на автодороге из Центрального в Новоильиский район (9 км от Новокузнецка). Остановка общественного транспорта «Митино». Автобусы 80, 81, 86, 87